# 홀랜드 오퍼스
《홀랜드 오퍼스》(영어: Mr. Holland's Opus)는 1995년에 개봉한 미국의 드라마 영화이다.
리처드 드라이퍼스는 이 영화를 통해 제68회 아카데미상 남우 주연상 후보에 올랐다.

## 출연진
- 리처드 드라이퍼스 - 글렌 홀랜드 역
- 글렌 헤들리 - 아이리스 홀랜드 역
- 제이 토머스 - 빌 마이스터 역
- 올림피아 두카키스 - 교장 헬렌 제이컵스 역
- 윌리엄 H. 메이시 - 교감 진 월터스 역
- 진 루이자 켈리 - 로위나  모건 역
- 조애나 글리슨 - 거트루드 랭 역
  - 얼리샤 윗 - 어린 거트루드 랭 역
- 데이먼 휘터커 - 보비 티드 역
  - 포리스트 휘터커 - 어른 보비 티드 역 (크레디트 미기재)
- 테런스 하워드 - 루이스 러스 역
- 알렉산드라 보이드 - 세라 옴스테드 역
- 앤서니 너탈리 - 콜트레인 “콜” 홀랜드 (28세) 역
- 밸서자 게티 - 스태들러 역 (크레디트 미기재)

## 우리말 녹음
KBS 성우진 (1998년 5월 15일)
- 양지운 - 홀랜드(리처드 드라이퍼스)
- 주희 - 아이리스(글렌 헤들리)
- 이선영 - 교장(올림피아 두카키스)
- 이근욱 - 교감(윌리엄 H. 메이시)
- 조동희 - 의사 선생님(테드 로이섬)
- 이진화 - 세라(알렉산드라 보이드)
- 이봉준 - 빌(제이 토머스) / 러스의 아버지(존 헨리 레드우드)
- 차명화 - 거트루드(얼리샤 윗/조애나 글리슨)
- 김일 - 러스(테런스 하워드) / 콜(앤서니 너탈리) / 라디오 방송
- 김은아 - 로위나(진 루이자 켈리)
- 한호웅 - 스태들러(밸서자 게티)
- 장호비 - 티드(데이먼 휘터커)